# 三面船镇
三面船镇，是中华人民共和国辽宁省沈阳市法库县下辖的一个乡镇级行政单位。

## 行政区划
三面船镇下辖以下地区：
三面船村、新三面船村、三台子村、大康堡子村、二台子村、新三家子村、南团山子村、南马家沟村、栖霞堡子村、小辛屯村、朱千堡子村、丁家屯村、大造化屯村、大双台子村、大桑林子村和小桑林子村。